# Daniel Jandačka
Daniel Jandačka (* 11. srpna 1976 Ostrava) je český kinantropolog a vysokoškolský učitel, od roku 2020 děkan Pedagogická fakulty Ostravské univerzity (PdF OU).

## Život
Narodil se v srpnu 1976 v Ostravě. V roce 1999 absolvoval studium tělesné výchovy a fyziky na Pedagogické fakulty Ostravské univerzity. V letech 1999 až 2000 poté vyučoval tyto předměty na základní škole v ostravských Hošťálkovicích, načež v letech 2000 až 2001 absolvoval základní vojenskou službu. V letech 2001 až 2002 působil v soukromé sportovní společnosti v americkém Coloradu, než se v roce 2002 vrátil zpět do Česka. Po návratu do země učil  tělesnou výchovu a fyziku v letech 2002 až 2003 na Střední průmyslové škole stavební v Zábřehu (části města Ostravy).
V roce 2003 začal jako odborný asistent se zaměřením na výuku fyziky působit na Institutu fyziky Vysoké školy báňské než v roce 2005 přešel na Katedru studií lidského pohybu PdF OU, kde pracoval nejprve jako asistent a po získání doktorského titulu v oboru kinantropologie na Fakultě tělesné kultury Univerzity Palackého (FTK UP) v roce 2008 poté jako odborný asistent. V letech 2009 až 2010 byl členem ekonomické komise PdF OU, v letech 2010 až 2014 působil jako člen akademického senátu celé Ostravské univerzity (působil jako předseda senátní legislativní komise) a v letech 2007 a 2013 pobýval v rámci pracovních stáží na Massachusettské univerzitě v Amherstu v americkém státě Massachusetts. O rok dříve se ještě stal vedoucím výzkumného centra se sídlem na PdF OU zvaného Centrum diagnostiky lidského pohybu, jež sám spoluzakládal. V roce 2014 se Jandačka na FTK UP habilitoval v oboru kinantropologie a v roce 2015 se stal prorektorem Ostravské univerzity pro mezinárodní vztahy, téhož roku nicméně skončil ve funkci vedoucího Centra diagnostiky lidského pohybu.
V roce 2016 se Jandačka stal vedoucím Katedry studií lidského pohybu a skončil proto ve funkci prorektora univerzity. Do roku 2020 poté působil jako místopředseda Rady pro vnitřní hodnocení Ostravské univerzity. V roce 2020 byl zvolen děkanem PdF OU, když ve volbě porazil Petra Franioka. Funkce se ujal v listopadu 2020, když nahradil dosavadního děkana Tomáše Jarmaru. V letech 2022 a 2023 byl předsedou Asociace děkanů pedagogických fakult ČR. V roce 2024 byl Jandačka na Univerzitě Palackého v Olomouci jmenován profesorem v oboru kinantropologie a téhož roku také obhájil funkci děkana Pedagogické fakulty OU.
Jandačka je nebo byl členem vědeckých rad celé řady různých vysokých škol a jejich fakult, jmenovitě byl členem vědecké rady Ostravské univerzity, její pedagogické fakulty, dále FTK UP, Fakulty sportovních studií Masarykovy univerzity, Fakulty tělesné výchovy a sportu Univerzity Karlovy a Univerzity Jana Evangelisty Purkyně v Ústí nad Labem. Kromě toho působil jako člen hodnotících komisí na Národním akreditačním úřadě a je členem České společnosti pro biomechaniku.
Je ženatý, se svou ženou má dvě děti.